# La Loma, San Pedro Ixtlahuaca
La Loma är en ort i Mexiko.   Den ligger i kommunen San Pedro Ixtlahuaca och delstaten Oaxaca, i den sydöstra delen av landet, 400 km sydost om huvudstaden Mexico City. La Loma ligger 1 664 meter över havet och antalet invånare är 282.
Terrängen runt La Loma är kuperad åt sydost, men åt nordväst är den platt. Terrängen runt La Loma sluttar österut. Runt La Loma är det mycket tätbefolkat, med 3 494 invånare per kvadratkilometer. Närmaste större samhälle är Oaxaca de Juárez, 7,2 km öster om La Loma. Trakten runt La Loma består till största delen av jordbruksmark.